# Hérépian
Hérépian [e.ʁe.pjɑ̃], en occitan Erépia [e.'re.pjɔ], est une commune française située dans l'ouest du département de l'Hérault, en région Occitanie.
Exposée à un climat méditerranéen, elle est drainée par l'Orb, la Mare, le Rieu Pourquié, le ruisseau des Arénasses et par divers autres petits cours d'eau. Incluse dans le parc naturel régional du Haut-Languedoc, la commune possède un patrimoine naturel remarquable : un site Natura 2000 (la « grotte du Trésor ») et deux zones naturelles d'intérêt écologique, faunistique et floristique.
Hérépian est une commune rurale qui compte 1 559 habitants en 2022. Elle est dans l'unité urbaine de Bédarieux et fait partie de l'aire d'attraction de Bédarieux. Ses habitants sont appelés les Hérépiannais et Hérépiannaises.

## Géographie

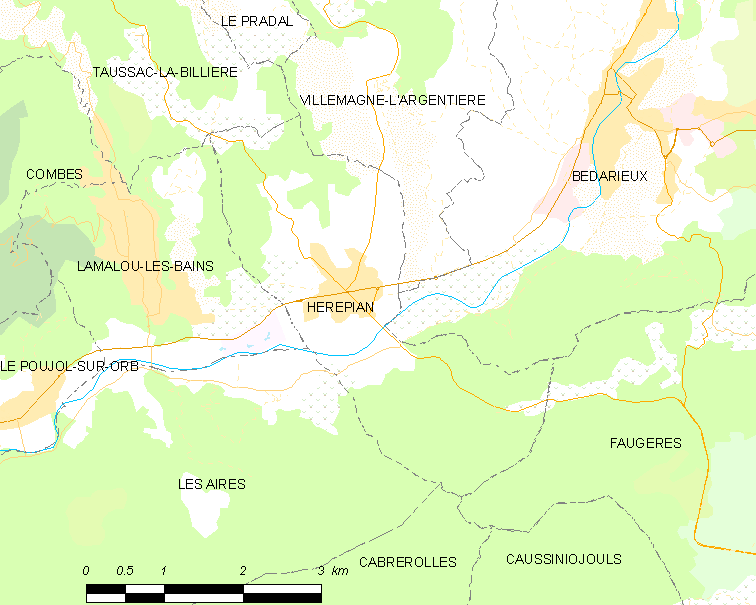
Carte.

Hérépian est une commune située à un carrefour entre Saint-Pons-de-Thomières, Bédarieux et Béziers.
Elle est bordée par le fleuve Orb et la rivière Mare.

### Communes limitrophes
|                              | Taussac-la-Billière | Villemagne-l'Argentière |
| Lamalou-les-Bains, Les Aires | Hérépian            | Bédarieux               |
|                              | Cabrerolles         | Faugères                |

### Climat
Pour des articles plus généraux, voir Climat de l'Occitanie et Climat de l'Hérault.
En 2010, le climat de la commune est de type climat méditerranéen franc, selon une étude s'appuyant sur une série de données couvrant la période 1971-2000. En 2020, Météo-France publie une typologie des climats de la France métropolitaine dans laquelle la commune est exposée à un climat méditerranéen et est dans la région climatique  Provence, Languedoc-Roussillon, caractérisée par une pluviométrie faible en été, un très bon ensoleillement (2 600 h/an), un été chaud (21,5 °C), un air très sec en été, sec en toutes saisons, des vents forts (fréquence de 40 à 50 % de vents > 5 m/s) et peu de brouillards.
Pour la période 1971-2000, la température annuelle moyenne est de 13,7 °C, avec une amplitude thermique annuelle de 16 °C. Le cumul annuel moyen de précipitations est de 953 mm, avec 7,3 jours de précipitations en janvier et 2,8 jours en juillet. Pour la période 1991-2020, la température moyenne annuelle observée sur la station météorologique la plus proche, située sur la commune des Aires à 2 km à vol d'oiseau, est de 14,0 °C et le cumul annuel moyen de précipitations est de 1 111,8 mm,. Pour l'avenir, les paramètres climatiques de la commune estimés pour 2050 selon différents scénarios d'émission de gaz à effet de serre sont consultables sur un site dédié publié par Météo-France en novembre 2022.

### Milieux naturels et biodiversité

#### Espaces protégés
La protection réglementaire est le mode d’intervention le plus fort pour préserver des espaces naturels remarquables et leur biodiversité associée,.
Un  espace protégé est présent sur la commune : 
le parc naturel régional du Haut-Languedoc, créé en 1973 et d'une superficie de 307 184 ha, qui s'étend sur 118 communes et deux départements. Implanté de part et d’autre de la ligne de partage des eaux entre Océan Atlantique et mer Méditerranée, ce territoire est un véritable balcon dominant les plaines viticoles du Languedoc et les étendues céréalières du Lauragais,.

#### Réseau Natura 2000

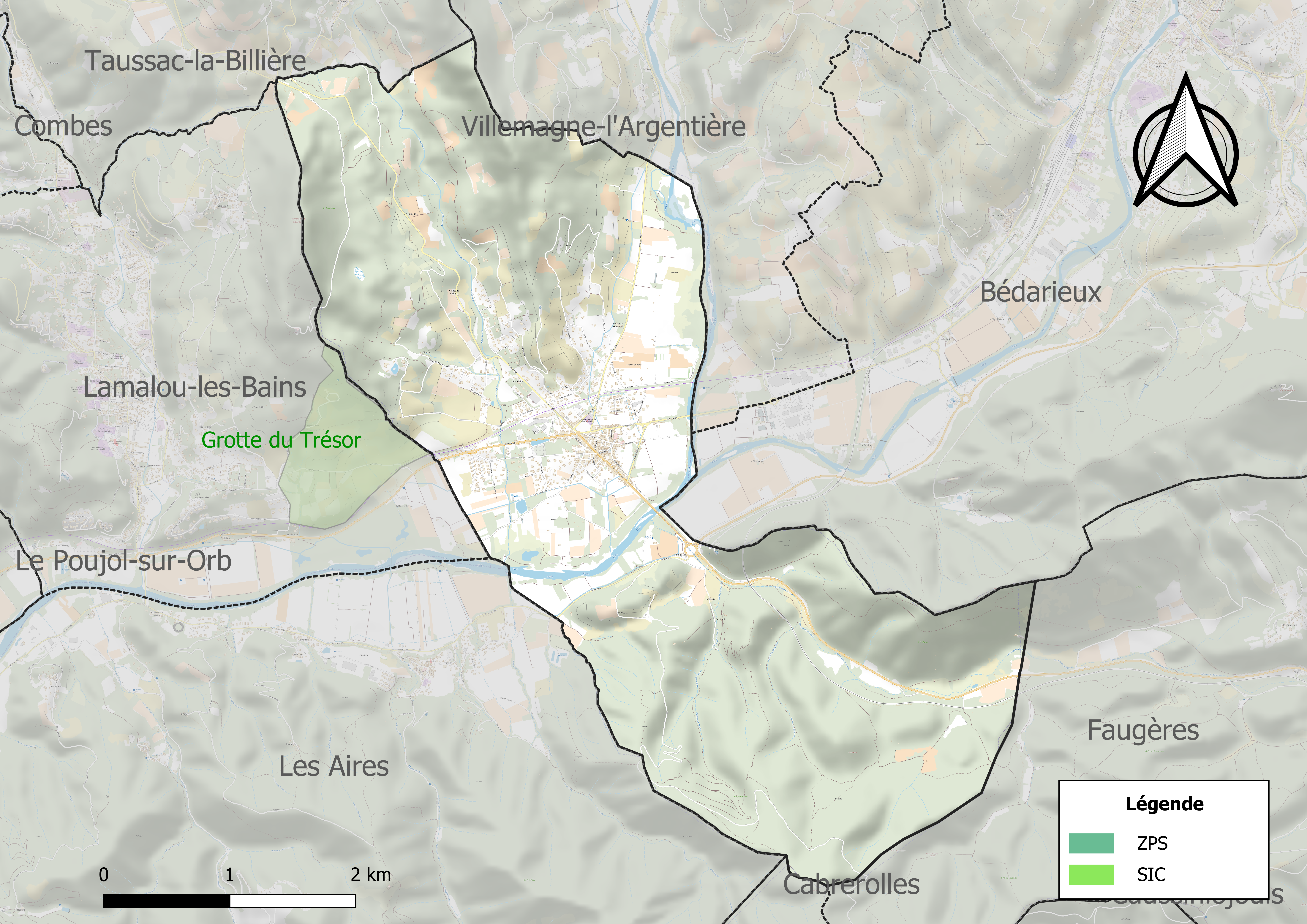
Site Natura 2000 sur le territoire communal.

Le réseau Natura 2000 est un réseau écologique européen de sites naturels d'intérêt écologique élaboré à partir des directives habitats et oiseaux, constitué de zones spéciales de conservation (ZSC) et de zones de protection spéciale (ZPS).
Un site Natura 2000 a été défini sur la commune au titre de la directive habitats : la « grotte du Trésor », d'une superficie de 43,95 ha, un site majeur pour la reproduction du Minioptère de Schreibers dans ce secteur du haut Languedoc.

#### Zones naturelles d'intérêt écologique, faunistique et floristique

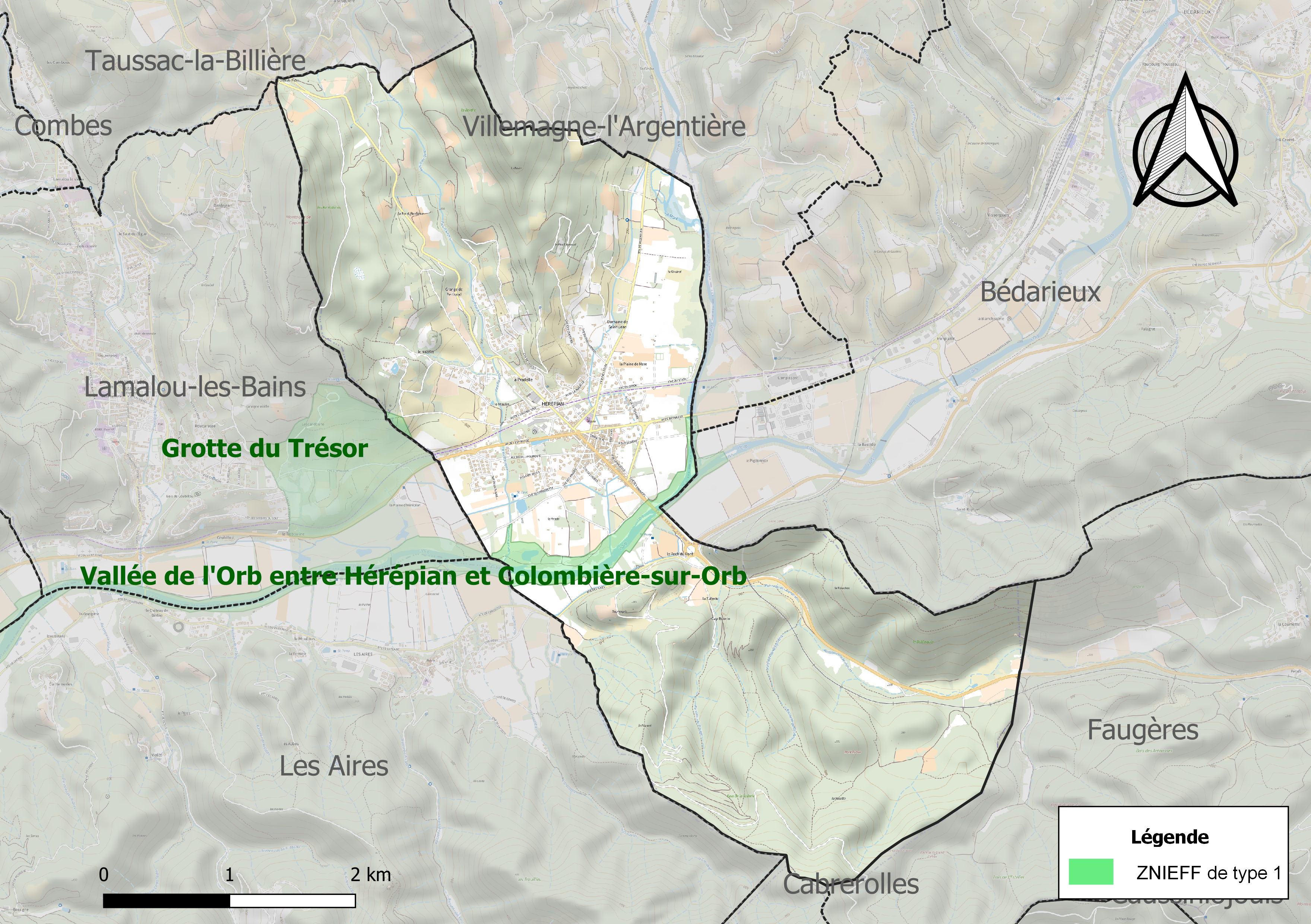
Carte des ZNIEFF de type 1 localisées sur la commune.

L’inventaire des zones naturelles d'intérêt écologique, faunistique et floristique (ZNIEFF) a pour objectif de réaliser une couverture des zones les plus intéressantes sur le plan écologique, essentiellement dans la perspective d’améliorer la connaissance du patrimoine naturel national et de fournir aux différents décideurs un outil d’aide à la prise en compte de l’environnement dans l’aménagement du territoire.
Deux ZNIEFF de type 1 sont recensées sur la commune :
la « grotte du Trésor » (51 ha), couvrant 2 communes du département et 
la « vallée de l'Orb entre Hérépian et Colombière-sur-Orb » (156 ha), couvrant 6 communes du département.

## Urbanisme

### Typologie
Au 1er janvier 2024, Hérépian est catégorisée bourg rural, selon la nouvelle grille communale de densité à sept niveaux définie par l'Insee en 2022.
Elle appartient à l'unité urbaine de Bédarieux, une agglomération intra-départementale regroupant neuf  communes, dont elle est une commune de la banlieue,,. Par ailleurs la commune fait partie de l'aire d'attraction de Bédarieux, dont elle est une commune du pôle principal,. Cette aire, qui regroupe 26 communes, est catégorisée dans les aires de moins de 50 000 habitants,.

### Occupation des sols
L'occupation des sols de la commune, telle qu'elle ressort de la base de données européenne d’occupation biophysique des sols Corine Land Cover (CLC), est marquée par l'importance des forêts et milieux semi-naturels (52,8 % en 2018), une proportion identique à celle de 1990 (52,8 %). La répartition détaillée en 2018 est la suivante : 
forêts (52,8 %), zones agricoles hétérogènes (32,4 %), zones urbanisées (9,3 %), cultures permanentes (5,6 %). L'évolution de l’occupation des sols de la commune et de ses infrastructures peut être observée sur les différentes représentations cartographiques du territoire : la carte de Cassini (XVIIIe siècle), la carte d'état-major (1820-1866) et les cartes ou photos aériennes de l'IGN pour la période actuelle (1950 à aujourd'hui).

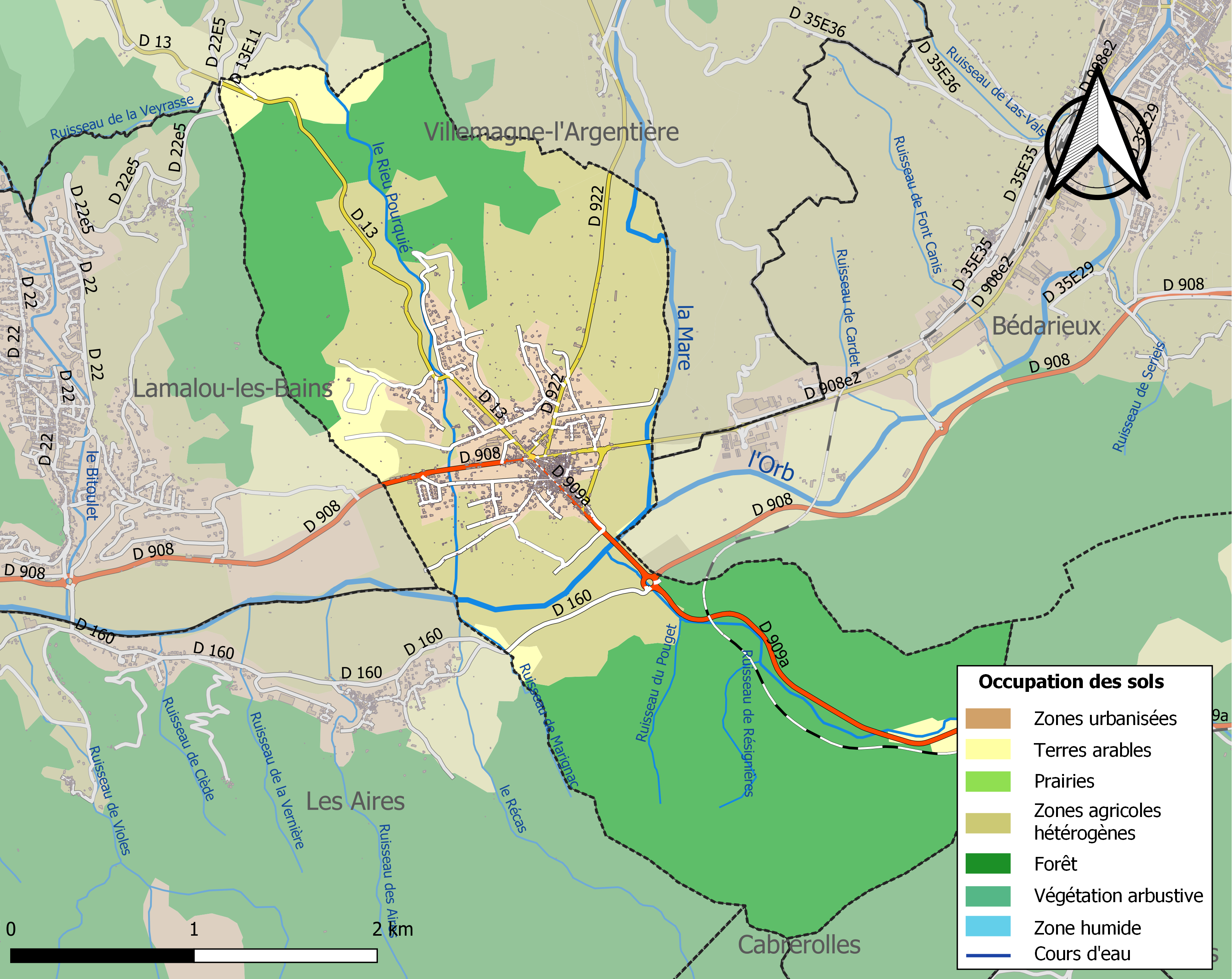
Carte des infrastructures et de l'occupation des sols de la commune en 2018 (CLC).

### Risques majeurs
Le territoire de la commune d'Hérépian est vulnérable à différents aléas naturels : météorologiques (tempête, orage, neige, grand froid, canicule ou sécheresse), inondations, feux de forêts et séisme (sismicité très faible). Il est également exposé à deux risques technologiques,  le transport de matières dangereuses et la rupture d'un barrage, et à un risque particulier : le risque de radon. Un site publié par le BRGM permet d'évaluer simplement et rapidement les risques d'un bien localisé soit par son adresse soit par le numéro de sa parcelle.

#### Risques naturels
Certaines parties du territoire communal sont susceptibles d’être affectées par le risque d’inondation par débordement de cours d'eau, notamment l'Orb et la Mare. La commune a été reconnue en état de catastrophe naturelle au titre des dommages causés par les inondations et coulées de boue survenues en 1982, 1987, 1988, 1995, 1997, 2014 et 2019,.
Hérépian est exposée au risque de feu de forêt. Un plan départemental de protection des forêts contre les incendies (PDPFCI) a été approuvé en juin 2013 et court jusqu'en 2022, où il doit être renouvelé. Les mesures individuelles de prévention contre les incendies sont précisées par deux arrêtés préfectoraux et s’appliquent dans les zones exposées aux incendies de forêt et à moins de 200 mètres de celles-ci. L’arrêté du 25 avril 2002 réglemente l'emploi du feu en interdisant notamment d’apporter du feu, de fumer et de jeter des mégots de cigarette dans les espaces sensibles et sur les voies qui les traversent sous peine de sanctions. L'arrêté du 11 mars 2013 rend le débroussaillement obligatoire, incombant au propriétaire ou ayant droit,.

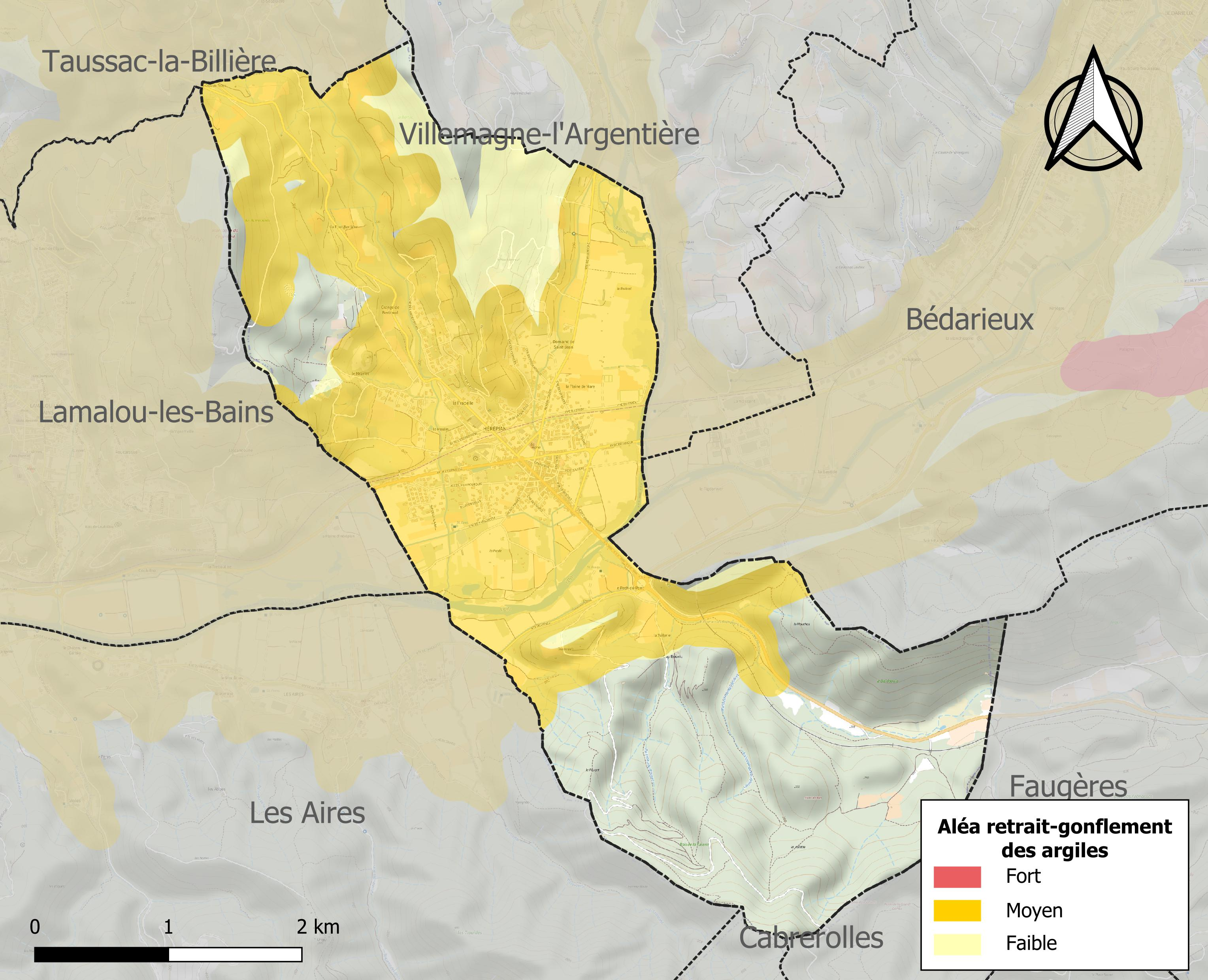
Carte des zones d'aléa retrait-gonflement des sols argileux d'Hérépian.

Le retrait-gonflement des sols argileux est susceptible d'engendrer des dommages importants aux bâtiments en cas d’alternance de périodes de sécheresse et de pluie. 55,4 % de la superficie communale est en aléa moyen ou fort (59,3 % au niveau départemental et 48,5 % au niveau national). Sur les 721 bâtiments dénombrés sur la commune en 2019, 717 sont en aléa moyen ou fort, soit 99 %, à comparer aux 85 % au niveau départemental et 54 % au niveau national. Une cartographie de l'exposition du territoire national au retrait gonflement des sols argileux est disponible sur le site du BRGM,.
Par ailleurs, afin de mieux appréhender le risque d’affaissement de terrain, l'inventaire national des cavités souterraines permet de localiser celles situées sur la commune.

#### Risques technologiques
Le risque de transport de matières dangereuses sur la commune est lié à sa traversée par des infrastructures routières ou ferroviaires importantes ou la présence d'une canalisation de transport d'hydrocarbures. Un accident se produisant sur de telles infrastructures est susceptible d’avoir des effets graves sur les biens, les personnes ou l'environnement, selon la nature du matériau transporté. Des dispositions d’urbanisme peuvent être préconisées en conséquence.
La commune est en outre située en aval du Barrage des monts d'Orb, un ouvrage de classe A sur l'Orb, mis en service en 1961 et disposant d'une retenue de 30,6 millions de mètres cubes. À ce titre elle est susceptible d’être touchée par l’onde de submersion consécutive à la rupture de cet ouvrage.

#### Risque particulier
Dans plusieurs parties du territoire national, le radon, accumulé dans certains logements ou autres locaux, peut constituer une source significative d’exposition de la population aux rayonnements ionisants. Certaines communes du département sont concernées par le risque radon à un niveau plus ou moins élevé. Selon la classification de 2018, la commune d'Hérépian est classée en zone 2, à savoir zone à potentiel radon faible mais sur lesquelles des facteurs géologiques particuliers peuvent faciliter le transfert du radon vers les bâtiments.

## Histoire
Hérépian dépendait du diocèse de Béziers et de l'ancienne paroisse de Saint-Pierre de Rhèdes, avant la création de la paroisse de Saint-Martial.

## Politique et administration
| Période                                  | Période        | Identité                            | Étiquette | Qualité                                            |
| ---------------------------------------- | -------------- | ----------------------------------- | --------- | -------------------------------------------------- |
| 1789                                     | 1790           | Joseph Gaillard                     |           |                                                    |
| 1790                                     | 1795           | Jean, Antoine Giral de Saint-Martin |           |                                                    |
| 1795                                     | 1796           | Jean-François Lagarde               |           |                                                    |
| 1796                                     | 1798           | Joseph Gaillard                     |           |                                                    |
| 1798                                     | 1800           | Bernard, Toussaint Mas              |           |                                                    |
| 1800                                     | 1808           | Louis Delzeuzes                     |           |                                                    |
| 1808                                     | 1830           | Martial Vidal                       |           |                                                    |
| 1830                                     | 1841           | Emilien Giral                       |           |                                                    |
| 1841                                     | 1846           | Jean Ligonier                       |           |                                                    |
| 1846                                     | 1848           | Emilien Giral                       |           |                                                    |
| 1848                                     | 1848           | François Roger                      |           | Maire provisoire                                   |
| 1848                                     | 1849           | Jean Gaillard                       |           | Maire provisoire                                   |
| 1849                                     | 1850           | Martial Milhau                      |           | Adjoint remplace le Maire démissionnaire           |
| 1850                                     | 1856           | Henry Vidal                         |           | 1er Conseiller Municipal faisant fonction de Maire |
| 1856                                     | 1865           | Martial Milhau                      |           |                                                    |
| 1865                                     | 1870           | Ludovic Giral                       |           |                                                    |
| 1870                                     | 1871           | Joseph Molinié                      |           | Président de la Commission Municipale              |
| 1871                                     | 1875           | Ludovic Giral                       |           |                                                    |
| 1875                                     | 1876           | Jean-Pierre Alquié                  |           |                                                    |
| 1876                                     | 1882           | Joseph Molinié                      |           |                                                    |
| 1882                                     | 1886           | Etienne Pascal                      |           |                                                    |
| 1886                                     | 1888           | François Malaterre                  |           |                                                    |
| 1888                                     | 1889           | César Pastre                        |           |                                                    |
| 1889                                     | 1892           | Achille Gaillard                    |           |                                                    |
| 1892                                     | 1896           | Henri Mouisset                      |           |                                                    |
| 1896                                     | 1900           | Camille Avignon                     |           |                                                    |
| 1900                                     | 1919           | Henri Mouisset                      |           |                                                    |
| 1919                                     | 1923           | Paulin Reynoir                      |           |                                                    |
| 1923                                     | 1925           | Pierre Sablairol                    |           |                                                    |
| 1925                                     | 1935           | Jean Cairol                         |           |                                                    |
| 1935                                     | 1944           | Joseph Bouissy                      |           |                                                    |
| 1944                                     | 1945           | François Durand                     |           | Président du Comité Local de Libération            |
| 1945                                     | 1947           | Joseph Bouissy                      |           |                                                    |
| 1947                                     | 1953           | René Bonnel                         |           |                                                    |
| 1953                                     | 1956           | Louis Pinel                         |           |                                                    |
| 1956                                     | 1965           | Eugène Rascol                       |           |                                                    |
| 1965                                     | 1966           | Octave Granier                      |           |                                                    |
| 1966                                     | 1977           | Jean Bernard                        |           |                                                    |
| 1977                                     | décembre 1979  | Guillaume Harnay                    |           |                                                    |
| février 1980                             | septembre 2003 | Jean-Marie Oustry                   | DVD       | Conseiller général (1993-2004)                     |
| septembre 2003                           | mars 2014      | Pierre Bernard                      | DVD       |                                                    |
| mars 2014                                | En cours       | Jean-Louis Lafaurie                 | DVD       |                                                    |
| Les données manquantes sont à compléter. |                |                                     |           |                                                    |

## Démographie
L'évolution du nombre d'habitants est connue à travers les recensements de la population effectués dans la commune depuis 1793. Pour les communes de moins de 10 000 habitants, une enquête de recensement portant sur toute la population est réalisée tous les cinq ans, les populations de référence des années intermédiaires étant quant à elles estimées par interpolation ou extrapolation. Pour la commune, le premier recensement exhaustif entrant dans le cadre du nouveau dispositif a été réalisé en 2008.

En 2022, la commune comptait 1 559 habitants, en évolution de +3,04 % par rapport à 2016 (Hérault : +7,49 %, France hors Mayotte : +2,11 %).
| 1793 | 1800 | 1806 | 1821 | 1831 | 1836  | 1841  | 1846  | 1851  |
| ---- | ---- | ---- | ---- | ---- | ----- | ----- | ----- | ----- |
| 625  | 690  | 738  | 788  | 991  | 1 072 | 1 083 | 1 115 | 1 185 |

| 1856  | 1861  | 1866  | 1872  | 1876  | 1881  | 1886  | 1891  | 1896  |
| ----- | ----- | ----- | ----- | ----- | ----- | ----- | ----- | ----- |
| 1 143 | 1 149 | 1 261 | 1 206 | 1 278 | 1 580 | 1 238 | 1 132 | 1 188 |

| 1901  | 1906  | 1911  | 1921  | 1926  | 1931  | 1936  | 1946  | 1954  |
| ----- | ----- | ----- | ----- | ----- | ----- | ----- | ----- | ----- |
| 1 252 | 1 278 | 1 289 | 1 143 | 1 154 | 1 193 | 1 171 | 1 067 | 1 112 |

| 1962  | 1968  | 1975  | 1982  | 1990  | 1999  | 2006  | 2008  | 2013  |
| ----- | ----- | ----- | ----- | ----- | ----- | ----- | ----- | ----- |
| 1 122 | 1 135 | 1 126 | 1 157 | 1 241 | 1 368 | 1 446 | 1 469 | 1 501 |

| 2018  | 2022  | - | - | - | - | - | - | - |
| ----- | ----- | - | - | - | - | - | - | - |
| 1 522 | 1 559 | - | - | - | - | - | - | - |

## Économie

### Revenus
En 2018, la commune compte 699 ménages fiscaux, regroupant 1 446 personnes. La médiane du revenu disponible par unité de consommation est de 18 930 € (20 330 € dans le département).

### Emploi
|                | 2008   | 2013   | 2018  |
| -------------- | ------ | ------ | ----- |
| Commune        | 9,2 %  | 9,6 %  | 9,8 % |
| Département    | 10,1 % | 11,9 % | 12 %  |
| France entière | 8,3 %  | 10 %   | 10 %  |

En 2018, la population âgée de 15 à 64 ans s'élève à 870 personnes, parmi lesquelles on compte 73,6 % d'actifs (63,8 % ayant un emploi et 9,8 % de chômeurs) et 26,4 % d'inactifs,. En  2018, le taux de chômage communal (au sens du recensement) des 15-64 ans est inférieur à celui de la France et du département, alors qu'en 2008 il était supérieur à celui de la France.
La commune fait partie du pôle principal de l'aire d'attraction de Bédarieux,. Elle compte 242 emplois en 2018, contre 257 en 2013 et 270 en 2008. Le nombre d'actifs ayant un emploi résidant dans la commune est de 563, soit un indicateur de concentration d'emploi de 43 % et un taux d'activité parmi les 15 ans ou plus de 49,2 %.
Sur ces 563 actifs de 15 ans ou plus ayant un emploi, 117 travaillent dans la commune, soit 21 % des habitants. Pour se rendre au travail, 85,4 % des habitants utilisent un véhicule personnel ou de fonction à quatre roues, 1,8 % les transports en commun, 9,7 % s'y rendent en deux-roues, à vélo ou à pied et 3 % n'ont pas besoin de transport (travail au domicile).

### Activités hors agriculture

#### Secteurs d'activités
158 établissements sont implantés  à Hérépian au 31 décembre 2019. Le tableau ci-dessous en détaille le nombre par secteur d'activité et compare les ratios avec ceux du département,.
| Secteur d'activité                                                                                        | Commune | Commune | Département |
| Secteur d'activité                                                                                        | Nombre  | %       | %           |
| --- | ------- | ------- | ----------- |
| Ensemble                                                                                                  | 158     | 100 %   | (100 %)     |
| Industrie manufacturière, industries extractives et autres                                                | 14      | 8,9 %   | (6,7 %)     |
| Construction                                                                                              | 32      | 20,3 %  | (14,1 %)    |
| Commerce de gros et de détail, transports, hébergement et restauration                                    | 40      | 25,3 %  | (28 %)      |
| Information et communication                                                                              | 1       | 0,6 %   | (3,3 %)     |
| Activités financières et d'assurance                                                                      | 2       | 1,3 %   | (3,2 %)     |
| Activités immobilières                                                                                    | 3       | 1,9 %   | (5,3 %)     |
| Activités spécialisées, scientifiques et techniques et activités de services administratifs et de soutien | 14      | 8,9 %   | (17,1 %)    |
| Administration publique, enseignement, santé humaine et action sociale                                    | 35      | 22,2 %  | (14,2 %)    |
| Autres activités de services                                                                              | 17      | 10,8 %  | (8,1 %)     |

Le secteur du commerce de gros et de détail, des transports, de l'hébergement et de la restauration est prépondérant sur la commune puisqu'il représente 25,3 % du nombre total d'établissements de la commune (40 sur les 158 entreprises implantées  à Hérépian), contre 28 % au niveau départemental.

#### Entreprises et commerces
Les cinq entreprises ayant leur siège social sur le territoire communal qui génèrent le plus de chiffre d'affaires en 2020 sont : 
- Jekamina, restauration traditionnelle (786 k€) ;
- Cabrie, charcuterie (488 k€) ;
- Lassaux Benjamin, travaux d'installation d'eau et de gaz en tous locaux (419 k€) ;
- LCDH, hôtels et hébergement similaire (207 k€) ;
- Aqui Motoculture, réparation de machines et équipements mécaniques (202 k€).

### Agriculture
|               | 1988 | 2000 | 2010 | 2020 |
| ------------- | ---- | ---- | ---- | ---- |
| Exploitations | 90   | 42   | 12   | 5    |
| SAU (ha)      | 219  | 238  | 160  | 4    |

La commune est dans le « Soubergues », une petite région agricole occupant le nord-est du département de l'Hérault. En 2020, l'orientation technico-économique de l'agriculture  sur la commune est la viticulture. Cinq exploitations agricoles ayant leur siège dans la commune sont dénombrées lors du recensement agricole de 2020 (90 en 1988). La superficie agricole utilisée est de 4 ha,,.

## Culture locale et patrimoine

### Lieux et monuments
- L'église Saint-Martial d'Hérépian datant du XVe siècle, située en plein cœur du village.
- Ancienne église Saint-Martial d'Hérépian.

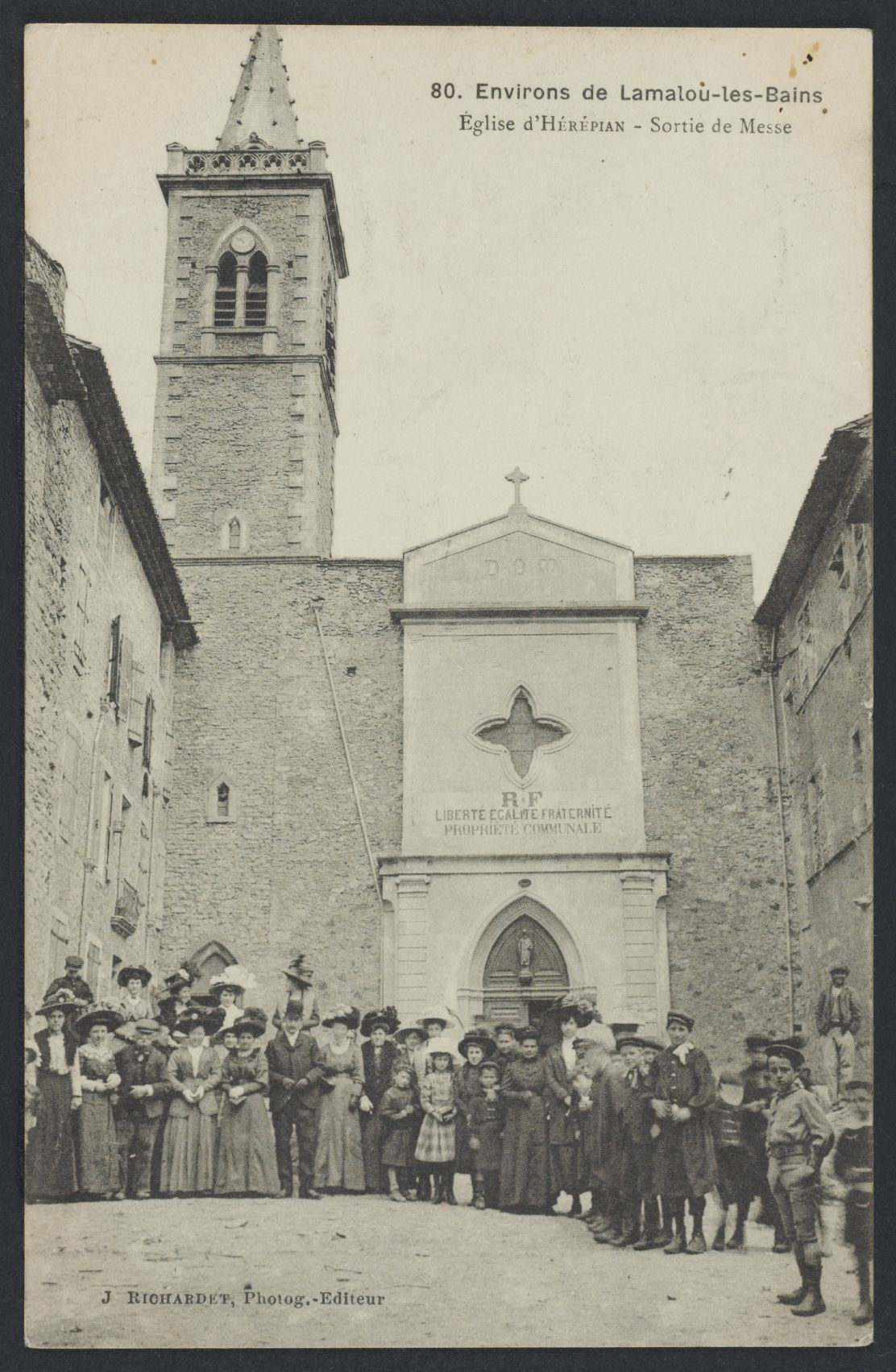
Carte postale de l'église (1911)
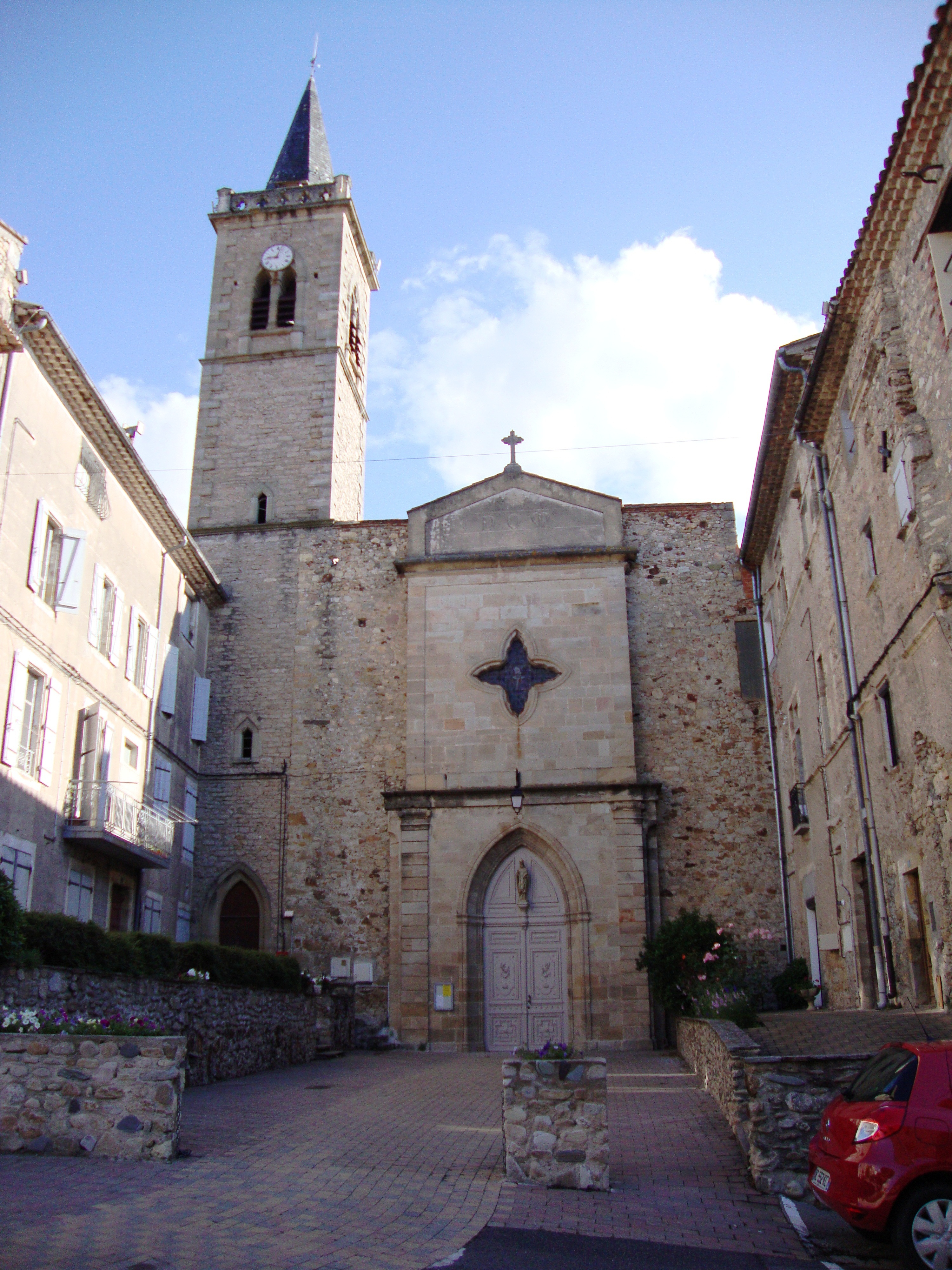
Église Saint-Martial d'Hérépian
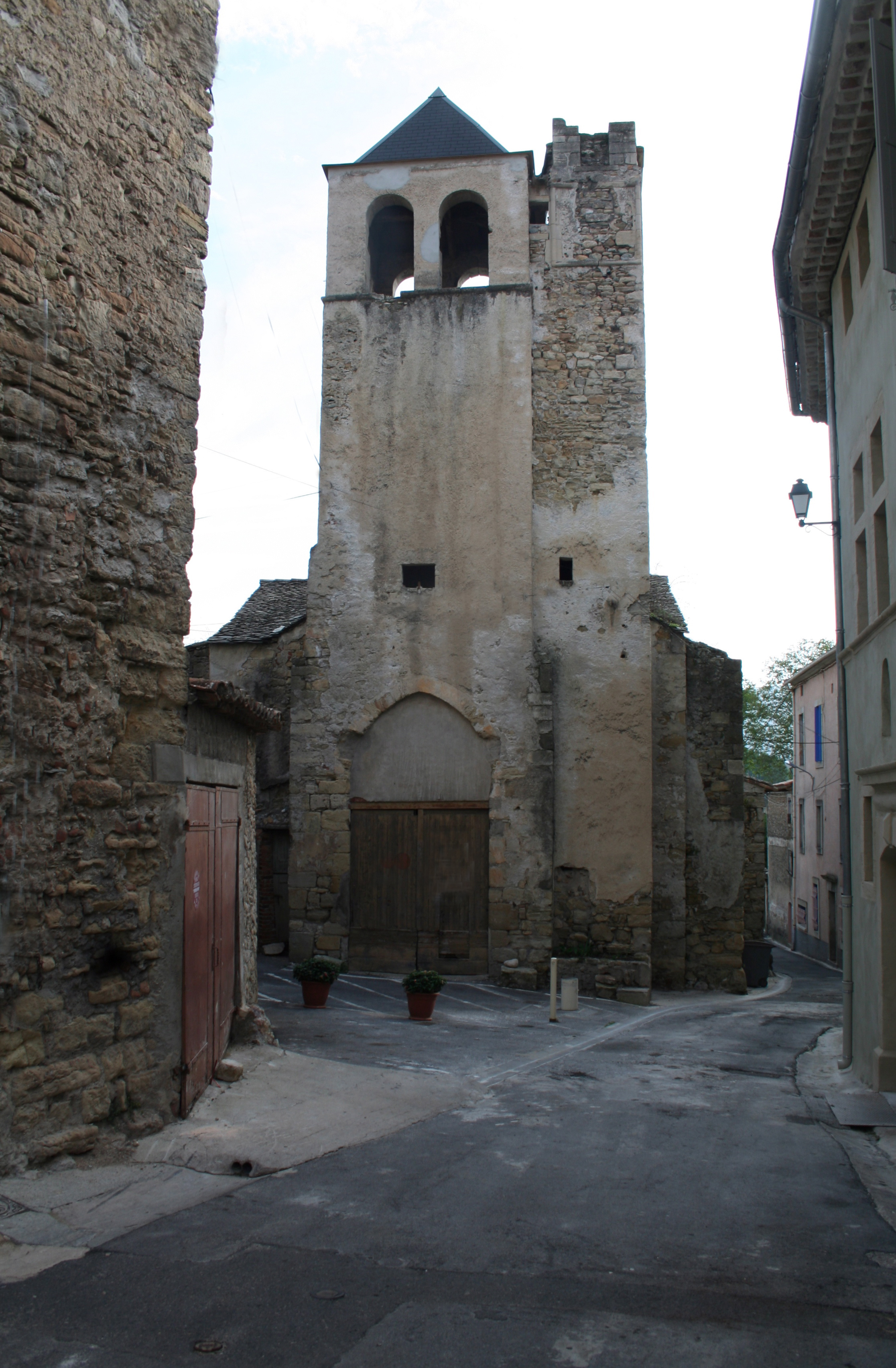
Ancienne église Saint-Martial d'Hérépian

### Héraldique
|  | Les armoiries de Hérépian se blasonnent ainsi : De gueules, au pairle losangé d'or et d'azur. |

## La fonderie de cloches Granier
Son origine remonte au XVIe siècle, vers 1580, lorsque Guillaume Granier fabriquait des sonnailles dont les bergers équipaient leurs troupeaux de moutons. Granier exerçait dans le petit village « Des Nières » (hameau de la commune de Saint-Gervais-sur-Mare) où se trouvaient les principaux matériaux nécessaires à la fabrication : charbon, argile, etc. Dans les années 1920, la fonderie s'installe à Castanet-le-Bas (commune de Saint-Gervais-sur-Mare). La famille Granier a toujours exercé dans ce petit village jusque dans les années soixante-dix lorsque les difficultés de transport, la fermeture des mines, l’ont conduit à s’installer plus bas dans la vallée à Hérépian.
La fonderie fabrique encore aujourd’hui des cloches pour particuliers (propriétés et châteaux), églises, sonnailles (clochettes, grelots) pour animaux, troupeaux.
Cette fonderie a fait l'objet d'une étude ethnographique et technique qui a abouti à la création d'un musée : le musée des cloches et de la sonnaille. La fonderie ainsi que le musée sont situés à l'emplacement de l'ancienne gare d'Hérépian. Après une fermeture temporaire, le musée des cloches et de la sonnaille est à nouveau ouvert depuis le 16 juin 2014.
|  |  |

## La verrerie de glaces
En 1777, Morand dans un de ses ouvrages intitulés L'art d'exploiter les mines de charbon de terre signale l'existence récente d'une verrerie à glaces à Hérépian chauffée avec la houille : "La houille s'emploie très bien pour la chauffe des verreries.. Celle nouvellement établie à Hérépian en Languedoc, travaille de la même manière." (pages 1249-1250)

### Personnalités liées à la commune
- Étienne Giral (1689-1763), son fils (?) devient propriétaire de la verrerie royale d'Hérépian fondée en 1767; il possède en outre la concession des mines de charbon de la baronnie de Boussagues, près de La Tour-sur-Orb. Ce charbon va notamment alimenter les fours de la verrerie ; pour cela, le pont de la Gure à Villemagne a été construit la même année.

## Jumelages
Hérépian est jumelée avec
- Leutkirch im Allgäu (Allemagne).

### Fonds d'archives
- Fonds : archives communales déposées de Hérépian (1632-1870) [1,25 ml].  Cote : 119 EDT. Montpellier : Archives départementales de l'Hérault (présentation en ligne).